# 雷克斯·路瑟
亞歷山大·約瑟夫·“雷克斯”·路瑟 (Alexander Joseph "Lex" Luthor ) 是一名在 DC漫畫出版的超級英雄漫畫中登場的超級反派。由傑瑞·西格爾(Jerry Siegel)與喬·舒斯特(Joe Shuster)所創作。路瑟初次登場於1940年4月的《动作漫画》(Action Comics)第23期。自那時起，他一直都是超級英雄超人的主要對手。
雷克斯.路瑟早期被描述為一名自戀和自負的瘋狂科學家。不過自20世紀80年代起，他開始以大企業雷克斯集團(LexCorp)的控制狂CEO形象更加為人所知。基於對超人彷彿眾神的力量與名聲的猜疑與忌妒(更大程度上是源於後者)，路瑟毫不掩飾自己對超人的敵意與仇視，而這也導致他與蝙蝠俠等眾多DC超級英雄的敵對與衝突。儘管在體能上與普通人無異且毫無超能力，但路瑟擁有地球乃至銀河中頂尖的頭腦與智慧且精於尖端科技與發明，在需要動用武力時，他會穿上一套自製的動力裝甲抵銷他缺乏超能力的弱點。儘管路瑟主要被描述為一名惡棍，並時常擔任不正聯盟、末日軍團等DC超級反派團體的領袖，但他也會在一些特殊情況與超級英雄甚至超人聯手，因此有時也會被視為一名反英雄。
作為超人最為知名的對手，雷克斯.路瑟在IGN 2010年的漫畫史上100大反派名單中排名第 4 ，並在Wizard 2006年的100大史上最偉大反派名單中位列第 8 。路瑟同樣活躍於以超人為主題的各類影視作品中，萊爾·塔爾博特，金·哈克曼，凱文·史貝西與傑西·艾森柏格等知名演員均在大銀幕上扮演過他。

## 人物
雷克斯·路瑟是一名瘋狂科學家，於世界大戰爆發、經濟大蕭條和紙漿雜誌盛行時期，其所研發之各種未來武器在當時肆虐全世界。其最早登場時為一頭散亂的紅髮，形象更似於一般所認定之瘋狂科學家。直至後期，因繪者之失誤，才變成至今大家所熟悉的光頭造型。於1960年代，傑瑞·西格爾將故事劇情發展至雷克斯·路瑟成為反派之起源與動機，同時也揭示了其兒時本為超人的好友，因為一場實驗室大火而導致頭髮全毀。這也為之前繪者之失誤，做了合理的解釋。他在42歲的時候當選總統。

## 其他媒體

### 電視劇
- 《超人新冒險》：配音員為雷·歐文斯。
- 《超級英雄戰隊》：配音員為史丹·瓊斯。
- 《世界上最偉大的超級英雄戰隊》：配音員同為史丹·瓊斯。
- 《Super Friends: The Legendary Super Powers Show》：配音員同為史丹·瓊斯。
- 《The Super Powers Team: Galactic Guardians》：配音員同為史丹·瓊斯。
- 《超人》：配音員為邁克爾·貝爾。Ruby-Spears製作的動畫系列。
- 《超人：動畫系列》：配音員為克蘭西·布朗。
- 《少年超人》：由詹姆斯·史考特·威爾斯飾演雷克斯。
- 《露意絲＆克拉克：超人新冒險》：由約翰·謝伊飾演雷克斯。
- 《新蝙蝠俠》：配音員同為克蘭西·布朗。
- 《正義聯盟》：配音員同為克蘭西·布朗。
- 《正義聯盟無限版》：配音員同為克蘭西·布朗。
- 《超人前傳》：由邁克爾·羅森巴姆飾演雷克斯。
- 《蝙蝠俠智勇悍將》：配音員同為克蘭西·布朗。
- 《少年正義聯盟》：配音員為馬克·羅爾斯頓。
- 《女超人》：由喬恩·克萊爾飾演雷克斯。
- 《超人與露易絲》：由邁克·庫立茲飾演雷克斯。

### 電影
- 《原子人大戰超人》：由萊爾·塔爾博特飾演雷克斯[3]。
- 《超人》：由金·哈克曼飾演雷克斯。提名英國電影學院獎最佳男配角。相較漫畫，本電影中的雷克斯較有喜劇效果，如視錢如命、用假髮掩飾光頭等[4][5]。
- 《超人II》：同由金·哈克曼飾演雷克斯。
- 《超人IV：尋求和平》：同由金·哈克曼飾演雷克斯。
- 《超人再起》：由凱文·史貝西飾演雷克斯。
- 《超人：世界末日》：動畫電影。配音員為詹姆斯·馬斯特斯。
- 《正義聯盟：超級最前線》：動畫電影。他短暫出現在雷克斯企業中（簡稱LEXCO，可能應該是雷克斯企業早期的名稱）。
- 《超人/蝙蝠俠：公眾之敵》：動畫電影。配音員為克蘭西·布朗。
- 《正義聯盟：兩面夾擊》：配音員為克里斯·諾斯。於《正義聯盟：兩面夾擊》中所登場雷克斯·路瑟是來自第三地球，在那裡的他和第一地球的壞蛋形象完全相反，是一位穿著金色盔甲，具有強大力量的正義聯盟領導人，能利用盔甲手腕上的激光束攻擊，且還帶有能使魔超人（Ultraman）無法施展能力的氪石。因為正義聯盟被罪惡聯盟毀滅而到第一地球的正義聯盟求救。
- 《全明星超人》：配音員為安東尼·拉佩吉利亞。
- 《正義聯盟：閃電俠之逆轉》：動畫電影。配音員為史蒂文·布盧姆。
- 《正義聯盟：亞特蘭提斯的王位》：動畫電影。配音員為史蒂文·布盧姆。
- 《正義聯盟：神與魔》：動畫電影。配音員為傑森·艾薩克。
- 《正義聯盟大戰少年悍將》：動畫電影。為末日軍團的成員之一，被超人擊敗。
- 《樂高玩電影2》：動畫電影。配音員為伊克·巴里霍爾茨。
- 《DC超級寵物軍團》：動畫電影。配音員為馬克·馬龍（英语：Marc Maron）。
- DC擴展宇宙：由傑西·艾森伯格飾演雷克斯·路瑟[6][7][8][9]。
  - 《蝙蝠俠對超人：正義曙光》（2016年）
  - 《正義聯盟》（2017年）
  - 《查克·史奈德之正義聯盟》（2021年）
- DC宇宙：由尼古拉斯·霍爾特飾演。
  - 《超人》（2025年）

### 電子遊戲
- 《超人》：遊戲中超人需完成「解決我的迷宮」一關卡。
- 《超人正義聯盟》：遊戲中的主要反派。
- 《超人再起》：配音員為凱文·史貝西。
- 《真人快打對DC宇宙》：配音員為喬·J.湯瑪斯，《真人快打》對應為賈克斯。
- 《DC 超級英雄 Online》：配音員為詹姆斯·馬斯特斯。
- 《樂高蝙蝠俠2：DC超級英雄》：配音員為克蘭西·布朗。遊戲中和另一反派小丑同行。
- 《超級英雄：武力對決》：配音員為馬克·羅斯頓。
- 《少年正義聯盟：遺產》：配音員為馬克·羅斯頓。
- 《蝙蝠俠：阿卡漢騎士》：可以在韋恩塔頂層的布魯斯·韋恩辦公室裡的電話答錄機中聽到其要求他麾下的雷克斯集團和韋恩企業合作提案的留言，配音員為凱思·希爾維斯坦。

## 外部連結
- DCComics.com - Origin of Lex Luthor（页面存档备份，存于）
- Lex Luthor chronology index
- Superman Homepage - Lex Luthor biography（页面存档备份，存于）
- The Justice League Watchtower - Lex Luthor
- Lex Luthor